# Stephania miyiensis
Stephania miyiensis là một loài thực vật có hoa trong họ Biển bức cát. Loài này được S.Y. Zhao & H.S. Lo miêu tả khoa học đầu tiên năm 1990.